# Mrčkovina
Mrčkovina (izvirno srbsko Мрчковина) je naselje v Srbiji, ki upravno spada pod Občino Prijepolje; slednja pa je del Zlatiborskega upravnega okraja.

## Demografija
V naselju živi 31 polnoletnih prebivalcev, pri čemer je njihova povprečna starost 60,7 let (64,0 pri moških in 57,9 pri ženskah). Naselje ima 17 gospodinjstev, pri čemer je povprečno število članov na gospodinjstvo 1,94.
Prebivalstvo je večinoma nehomogeno.
|  |

| Demografija | Demografija     | Demografija     |
| Leto        | Št. prebivalcev | Št. prebivalcev |
| ----------- | --------------- | --------------- |
|             |                 |                 |
|             |                 |                 |
|             |                 |                 |
|             |                 |                 |
| 1948        | 215             |                 |
| 1953        | 260             |                 |
| 1961        | 278             |                 |
| 1971        | 156             |                 |
| 1981        | 138             |                 |
| 1991        | 82              | 82              |
| 2002        | 33              | 33              |
|             |                 |                 |

| Etnična sestava po popisu iz leta 2002 | Etnična sestava po popisu iz leta 2002 | Etnična sestava po popisu iz leta 2002 | Etnična sestava po popisu iz leta 2002 | Etnična sestava po popisu iz leta 2002 |
| -------------------------------------- | -------------------------------------- | -------------------------------------- | -------------------------------------- | -------------------------------------- |
| Srbi                                   | Srbi                                   |                                        | 21                                     | 63,63%                                 |
| Bošnjaki                               | Bošnjaki                               |                                        | 11                                     | 33,33%                                 |
| Črnogorci                              | Črnogorci                              |                                        | 1                                      | 3,03%                                  |
| Neznano                                | Neznano                                |                                        | 0                                      | 0,0%                                   |